# 卡柳梅特鎮區 (印第安納州萊克縣)
卡柳梅特鎮區（英語：Calumet Township）是位於美國印第安納州萊克縣的一個行政鎮區。

## 地方資料
根據2010年美國人口普查的數據，卡柳梅特鎮區的面積為178.00平方千米，當中陸地面積為159.00平方千米，而水域面積為19.00平方千米。當地共有人口104,258人，而人口密度為每平方千米585.72人。